# Colastomion abdominale
Colastomion abdominale är en stekelart som beskrevs av Baker 1917. Colastomion abdominale ingår i släktet Colastomion och familjen bracksteklar. Inga underarter finns listade i Catalogue of Life.